# 小川優輔
小川 優輔（おがわ ゆうすけ、1989年9月26日 - ）は、日本のラグビーユニオン選手。

## プロフィール
- 福岡県北九州市出身。
- ポジションはウィング(WTB)、フルバック(FB)。
- 身長 176cm、体重 85kg
- ニックネームはおが。
- U20日本代表スコッドに選ばれたことがある[1]。

## 略歴
7歳からラグビーを始めた。
2008年、小倉高校を卒業後、慶應義塾大学に入学する。なお小倉高校時代、副将を務めた。
2011年、慶應義塾體育會蹴球部のBKリーダーに就任した。
2012年、慶應義塾大学環境情報学部を卒業後、NTTコミュニケーションズシャイニングアークスに加入。同年9月1日に行われたジャパンラグビートップリーグ第1節の東芝ブレイブルーパス戦に途中出場で公式戦初出場を果たす。
2018年、日野自動車レッドドルフィンズに加入。
2020年、日野レッドドルフィンズを退団した。